# Krajowa Akademia Nauk Politycznych im. Hồ Chí Minha
Krajowa Akademia Nauk Politycznych im. Hồ Chí Minha (Học viện Chính trị Quốc gia Hồ Chí Minh - HCMA) – powołana w 1949 w Hanoi uczelnia Komitetu Centralnego Partii i rządu Wietnamu. Pełni rolę krajowego centrum przygotowywania kadr kierowniczych; jest też narodowym centrum badań nad spuściznami Marksa-Lenina i Hồ Chí Minha, studium badań kierunków polityki partii i państwa, oraz nauk politycznych. 

## Zmiany nazwy uczelni
- 1949-1954 - Centralna Szkoła Partyjna im. Nguyen Ai Quoca[1] (Trường Đảng Trung ương Nguyễn Ái Quốc)
- 1954-1975 - Centralna Szkoła Partyjna im. Nguyen Ai Quoca (Trường Đảng Nguyễn Ái Quốc Trung ương)
- 1975-1986 - Wyższa Szkoła Partyjna im. Nguyen Ai Quoca (Trường Đảng Cao cấp Nguyễn Ái Quốc)
- 1986-1993 - Akademia Nauk Społecznych im. Nguyen Ai Quoca (Học viện Khoa học Xã hội Nguyễn Ái Quốc)
- 1993-2007 - Krajowa Akademia Polityczna im. Hồ Chí Minha (Học viện Chính trị Quốc gia Hồ Chí Minh)
- 2007–2013 - Akademia Polityczna i Administracyjna im. Hồ Chí Minha (Học viện Chính trị - Hành chính quốc gia Hồ Chí Minh)
- 2014-obecnie - Krajowa Akademia Polityczna im. Hồ Chí Minha (Học viện Chính trị Quốc gia Hồ Chí Minh)

## Podział organizacyjny[2]
- Instytut Filozofii (Viện Triết học)
- Instytut Ekonomii Politycznej (Viện Kinh tế chính trị học)
- Instytut Ekonomii (Viện Kinh tế)
- Instytut Nauk Społecznych (Viện Chủ nghĩa xã hội khoa học)
- Instytut Hồ Chí Minha i przywódców partyjnych (Viện Hồ Chí Minh và các lãnh tụ của Đảng)
- Instytut Historii Partii (Viện Lịch sử Đảng)
- Instytut Rozwoju Partii (Viện Xây dựng Đảng)
- Instytut Polityki (Viện Chính trị học)
- Instytut Państwa i Prawa (Viện Nhà nước và Pháp luật)
- Instytut Kultury i Rozwoju (Viện Văn hóa và phát triển)
- Instytut Stosunków Międzynarodowych (Viện Quan hệ Quốc tế)
- Instytut Praw Człowieka (Viện Nghiên cứu quyền con người)
- Instytut Socjologii (Viện Xã hội học)
- Instytut Studiów Religijnych i Wierzeń (Viện Nghiên cứu tôn giáo, tín ngưỡng)
- Instytut Przywództwa i Polityki Publicznej (Viện Lãnh đạo học và Chính sách công)
- Instytut Przywództwa i Zarządzania (Viện Đào tạo, Bồi dưỡng cán bộ lãnh đạo, quản lý)
- Instytut Informacji Naukowej (Viện Thông tin khoa học)
- Czasopismo Teorii Polityki (Tạp chí Lý luận chính trị), 135 Nguyễn Phong Sắc, Cầu Giấy, Hanoi
- Dom wydawniczy Teorii Polityki (Nhà xuất bản Lý luận chính trị), 56B Quốc Tử Giám, Đống Đa, Hanoi

## Uczelnie zależne
- Akademia Polityczna Regionu I (Północ) (Học viện Chính trị Khu vực I), 15 Khuất Duy Tiến, Thanh Xuân, Hanoi
- Akademia Polityczna Regionu II (Południe) (Học viện Chính trị Khu vực II), 99 Man Thiện, Hiệp Phú, District 9, Ho Chi Minh
- Akademia Polityczna Regionu III (Centralny) (Học viện Chính trị Khu vực III), 232 Nguyễn Công Trứ, Son Tra, Đà Nẵng
- Akademia Polityczna Regionu IV (Południowo-Zachodni) (Học viện Chính trị Khu vực IV), 6 Nguyễn Văn Cừ, An Bình, Ninh Kiều, Cần Thơ
- Akademia Dziennikarstwa i Propagandy (Học viện Báo chí và Tuyên truyền), 36 Xuân Thủy, Cầu Giấy, Hanoi

## Siedziba
Uczelnia mieści się w Hanoi przy 135 Nguyễn Phong Sắc, Cầu Giấy.